# Рудоуправління ім. Леніна
48°03′18″ пн. ш. 37°47′13″ сх. д. / 48.055° пн. ш. 37.787° сх. д.
Рудоуправління імені В. І. Леніна — історичне підприємство з видобутку та переробки залізних руд у місті Кривий Ріг, Дніпропетровська область, Україна. Входило до складу ПО «Кривбасруда».
Розробляло Криворізьке родовище з 1891 року відкритим способом. У 1928-33 роках побудована шахта ім. Орджонікідзе, в 1963 вступила в дію шахта ім. В. І. Леніна. Рудоуправління носило ім'я Орджонікідзе, а в 1969 році було перейменовано в рудоуправління імені Леніна. Ліквідовано 1 жовтня 1989., на його базі були виокремлені шахти шахта ім. Орджонікідзе, шахта ім. В. І. Леніна.
Рудоуправління мало дві експлуатаційні шахти, дробильно-сортувальну фабрику, залізничний, автомобільний цехи тощо. Виробляло агломераційну, доменну руди. З 1981, шахта ім. Орджонікідзе видобуває магнетитові кварцити.

## Ресурси Інтернету
- MiningWiki — свободная шахтёрская энциклопедия
- Освітній портал Рудана